# VIH/sida en Colombia
La epidemia del VIH/sida en Colombia es considerada una epidemia de baja intensidad en este país de América. En la actualidad, 120.000 personas viven con la enfermedad en el país. El índice de casos es menor (0,4%) en comparación con otros países de la región como Brasil o Argentina, pese a que los casos van en aumento. 
Según cifras del Ministerio de Salud de Colombia, de 82.856 casos en el 2017, se llegaron a 123.490 en el 2020, siendo un aumento de 25,36% en los casos por cada 100.000 habitantes de este país.
La enfermedad se concentra en las ciudades más importantes del país como Bogotá, Cali, Medellín, Barranquilla, Montería y Cúcuta.

## Desarrollo histórico

El lazo rojo, símbolo internacional para mostrar apoyo a la lucha contra el sida, y solidaridad con los portadores del VIH y las víctimas de la enfermedad.

El primer caso de VIH/sida detectado en Colombia se dio a mediados de 1983, con una joven trabajadora sexual colombiana de perfil internacional, de probable nombre Marleny N., que había regresado de los Estados Unidos en estado terminal. El caso se detectó en la ciudad turística y costera de Cartagena. La mujer falleció en junio de 1983 en el Hospital Universitario de Cartagena, y la prensa reportó luego que no logró contagiar a ningún colombiano.

Logo de la revista Semana

La revista Semana, en su edición 710 de 1996 publicó un artículo del periodista Luis Cañón autor del libro Peregrinos del Sida, lanzado por primera vez al mercado en 1995, donde recogió crónicas y cifras de la enfermedad en Colombia hasta los primeros años de la década de los 90 en este país, y que se considera importante testimonio de los inicios de la enfermedad en el país. El artículo se llamaba "Manuel un sobreviviente", nombre del mismo capítulo que inspiró el artículo, en el cual Cañón recogió las experiencias del activista Manuel Velandia, pionero de la prevención del sida en Colombia, sociólogo quien inició sus trabajos preventivos con población homosexual en 1983.  
El capítulo en cuestión menciona que Manuel Velandia fue el primer periodista en hablar del tema en Colombia, además de que dictó la primera conferencia sobre concienciación de la enfermedad en junio de 1983, coincidiendo con dos hechos históricos claves: el día del orgullo gay que en Colombia se empezó a celebrar el 28 de junio de ese mismo año convocado por este activista junto con el psicólogo Guillermo Cortez, y el contacto con la noticia de la muerte de Marleny, que lo cambió para siempre, pues entendió que la enfermedad no era exclusiva de hombres homosexuales. Al respecto Cañón escribió sobre Velandia:

"Ya está en Colombia ese virus, pero qué extraño que sea una mujer", pensó. (...)"

Pese al impacto del artículo, el libro del que tomó su inspiración no fue popular en la época de su publicación, por las implicaciones que tenía. En contraste, el segundo caso registrado de VIH/sida pasó completamente desapercibido, si se compara con el caso de Marleny. Fue así como 1983 registró 2 casos, siendo los primeros en el país.
Velandia llamó la atención del médico infectólogo Gabriel Martínez sobre el hecho de que previamente (1982) habían fallecido en el Hospital Simón Bolívar de Bogotá, dos hombres homosexuales provenientes de Estados Unidos; el médico Martínez corroboró positivamente la información facilitada por Velandia. Con el paso de los años la enfermedad avanzó en el número de personas infectadas y fallecidas en el país. En 1984 había 3 casos confirmados de hombres; para 1985 fueron 13 personas, de los cuales una era de una mujer; para 1986 ya había 47 casos, y para 1987 el problema aumentó, con 226 casos confirmados, y al igual que en Europa, el contagio en Colombia se hizo frecuente en hombres heterosexuales. Ya para 1988 se empezaron a reportar casos de menores de edad que nacían con el virus, siendo sus madres en el 90% de los casos las que les transmitieron el virus durante la gestación.
Desde 1994, cuando los casos crecieron hasta alcanzar los 3.667, el año con menos casos positivos fue 1999, con 2.869. El año con más mortalidad por casos relacionados con la enfermedad fue 2007 con aproximadamente 2.500 casos de cada 100.000 habitantes.

### Normatividad
En 1997, durante el gobierno de Ernesto Samper, se estableció por medio del Decreto 1543 de 1997 se estableció por primera vez una reglamentación sobre la enfermedad, además de otras enfermedades de transmisión sexual.
En 2005, se aprobó en el congreso la Ley 972/2005 en la que se establecen las normas para mejorar la atención estatal hacia personas con VIH/SIDA.
Otras estipulaciones sobre prevención y diagnóstico son la circular 63 de 2006 que regula la administración de pruebas diagnósticas para VIH, la Resolución 2338 de 2013 que espera agilizar y facilitar el acceso al diagnóstico y la Resolución 5592 de 2015 que establece nuevas disposiciones para promover la atención integral a personas que viven con VIH/SIDA.